# Ina Bergmann
Ina Bergmann (* 3. Januar 1966 in Kiel) ist eine deutsche Journalistin und Fernsehmoderatorin.

## Leben
Ina Bergmann schloss 1985 ihre Schulausbildung am Mariengymnasium Jever mit Abitur ab. Sie ist gelernte Buchhändlerin und schrieb während des Studiums für Tageszeitungen in Bonn und Berlin, arbeitete frei als politische Journalistin und Hörfunk-Moderatorin beim RIAS Berlin und ging mit Abschluss des Studiums für zwei Jahre als freie Journalistin nach Paris. 1993 kehrte sie für ein Volontariat beim Norddeutschen Rundfunk nach Deutschland zurück und war ab 1994 Moderatorin des Ländermagazins Nordmagazin aus Mecklenburg-Vorpommern beim NDR. 
Sie präsentierte von 1997 bis 1999 das ARD-Wirtschaftsmagazin Plusminus für NDR und WDR. Zudem begann sie 1997 als Nachfolgerin von Gabi Bauer ihre Moderation bei der Nachrichtensendung Tagesschau um zwölf sowie in den Nachmittagsausgaben Tagesschau um drei und Tagesschau um fünf. Sie moderierte diese Sendungen bis 2001 im Wechsel mit Claus-Erich Boetzkes. Ihre Nachfolgerin wurde Susanne Holst.
Von 2001 bis 2007 lebte sie während der Tätigkeit ihres Mannes Ralf Zimmermann von Siefart als ZDF-Korrespondent in London. Dort eröffnete sie später in der City die Wurst-Bar „Kurz & Lang“.
Im September 2007 kehrte Ina Bergmann nach Deutschland zurück und wechselte zum ZDF. Dort moderierte sie vom 11. September 2007 bis zum 28. Januar 2011 die Nachrichtensendung heute – in Deutschland und zunehmend die Nachmittags- & Wochenendausgaben der heute-Nachrichten. Vertretungsweise übernahm sie auch Einsätze in heute mittag und heute nacht. Vom 7. Februar 2011 bis 28. Juni 2013 war Bergmann dann Hauptmoderatorin von heute nacht – abwechselnd mit Normen Odenthal.
Ina Bergmann ist Mutter zweier Kinder.